# Ruben Rua
Rúben Rafael Gomes Rua (Porto, 8 de fevereiro de 1987) é um modelo e apresentador de televisão português. 

## Carreira
Rúben Rua é formado em Ciências da Comunicação, pela Faculdade de Ciências Sociais e Humanas, da Universidade Nova de Lisboa. Deu os primeiros passos no mundo da moda, em 2005, com a participação no concurso Elite Model Look.
A nível internacional, o seu trabalho passou por cidades como Paris, Milão, Londres, Madrid, Barcelona, Atenas, Hamburgo, Tóquio e Nova Iorque. Entre 2007 e 2008, teve a oportunidade de participar nas Semanas de Moda de Milão e Paris, onde desfilou para nomes como Dolce & Gabbana, Valentino, Bottega Veneta, Giafranco Ferré ou Jean-Paul Gaultier, entre muitos outros. Em Portugal, desfilou em 22 edições consecutivas da ModaLisboa e do Portugal Fashion. Em Outubro de 2016, decidiu abandonar o circuito das semanas de moda. Para além das passerelles, Ruben Rua posou para a Vanity Fair, Cosmopolitan, GQ, Men’s Health, Playboy, Elle, entre muitas outras publicações.
Foi porta-voz e mentor das finais mundiais do Elite Model Look de 2014 (Shenzhen, China), 2015 (Milão, Itália), e 2016 (Lisboa, Portugal). Já por duas vezes (em 2015 e em 2016) foi considerado o “Homem Mais Sexy” de Portugal, na Gala ‘Sexy 20’, organizada pelo Correio da Manhã. Em 2015, foi premiado com o Globo de Ouro na categoria de Melhor Modelo Masculino, depois de estar nomeado por quatro vezes em edições anteriores (2010, 2011, 2013 e 2014).
Nos ecrãs, Rúben Rua estreou-se como repórter/co-apresentador no programa “What’s Up – Olhar a Moda”, transmitido em simultâneo pela RTP2, RTP Internacional, RTP 3, RTP Açores e RTP Madeira. Entre novembro de 2015 e dezembro de 2016, foram 30 as emissões em que participou. Em 2016, iniciou o seu percurso como apresentador na TVI.
No final de 2016, lançou o livro “Podes Ser Tudo”, um registo autobiográfico, onde relata todo o seu percurso enquanto manequim. 

## Prémios
- Globo de Ouro (2015) de Melhor Modelo Masculino.

## Filmografia

### Televisão
| Ano         | Projeto                       | Notas                                                                                   | Canal |
| ----------- | ----------------------------- | --------------------------------------------------------------------------------------- | ----- |
| 2016        | A Única Mulher                | Ator, no papel de Filipe «Peixe» (Elenco Adicional)                                     | TVI   |
| 2016        | What's Up - Olhar a Moda      | Coapresentador                                                                          | RTP2  |
| 2016        | Juntos, Fazemos a Festa       | Apresentador, ao lado de Cristina Ferreira e Rita Pereira                               | TVI   |
| 2016 - 2021 | Somos Portugal                | Apresentador                                                                            | TVI   |
| 2023        | Somos Portugal                | Apresentador esporádico                                                                 | TVI   |
| 2017 / 2019 | Festival da Comida Continente | Apresentador                                                                            | TVI   |
| 2019        | First Dates (1.ª edição)      | Apresentador, ao lado de Fátima Lopes                                                   | TVI   |
| 2019        | First Dates (2.ª edição)      | Apresentador, ao lado de Fátima Lopes                                                   | TVI   |
| 2019        | Like Me (1.ª edição)          | Apresentador, ao lado de Luana Piovani                                                  | TVI   |
| 2019        | Like Me (2.ª edição)          | Apresentador, ao lado de Luana Piovani                                                  | TVI   |
| 2019        | Juntos em Festa               | Apresentador                                                                            | TVI   |
| 2020 - 2022 | VivaVida                      | Apresentador, ao lado de Helena Coelho                                                  | TVI   |
| 2021 - 2025 | Em Família                    | Apresentador, ao lado de Maria Cerqueira Gomes                                          | TVI   |
| 2021        | Em Família                    | Apresentador, ao lado de Nuno Eiró, Pedro Fernandes, Mafalda de Castro e Pedro Teixeira | TVI   |
| 2024        | Em Família                    | Repórter                                                                                | TVI   |

#### Outros/Especiais
- 2014 - Concorrente do Dança com as Estrelas (TVI)
- 2016 - Substituiu Manuel Luís Goucha na apresentação do Você na TV!, ao lado de Cristina Ferreira. (TVI)
- 2016 - Apresentação da Gala Elite Model Look - World Final Lisbon 2016, em conjunto com Cristina Ferreira. (TVI)
- 2016 - Participação especial na Gala das Estrelas a dançar com Cristina Ferreira. (TVI)
- 2018 - Co-apresentador do Especial 25° Aniversário. (TVI)
- 2020 - Substituiu Manuel Luís Goucha na apresentação do Você na TV!, ao lado de Maria Cerqueira Gomes. (TVI)
- 2020 - Co-Apresentador de Todos por Todos: Missão Continente (TVI)
- 2020 - Apresentador de uma emissão do Você na TV! ao lado de Manuel Luís Goucha. (TVI)
- 2020 - Co-Apresentador de Natal em Família. (TVI)
- 2020 - Co-Apresentador de Somos Natal (TVI)
- 2020 - Concorrente do  Mental Samurai - Estrelas de Natal (TVI)
- 2021 - Participação no Em Família - Sozinhos na Casa (TVI)
- 2021 - Parabéns Portugal, Co-apresentador de Parabéns (TVI)
- 2021- All Together Now, Jurado convidado (TVI)
- 2021 - Somos Família, Co-apresentador (TVI)
- 2021 - Joga Portugal, Co-apresentador (TVI)
- 2021 - A Festa, Co-Apresentador (TVI)
- 2021 - Conta-me, Entrevistado por Maria Cerqueira Gomes (TVI)
- 2022 - TVI ComVida, Co-apresentador (TVI)
- 2022 - Parabéns TVI 29°Aniversário, Co-apresentador (TVI)
- 2022 - Especial Primavera, Apresentador com Maria Cerqueira Gomes, Maria Botelho Moniz, Cláudio Ramos e Marisa Cruz (TVI)
- 2022 - 30 Anos de Ficção, Apresentador com Maria Cerqueira Gomes, Mafalda de Castro e Pedro Teixeira (TVI)
- 2022 - A Festa, Apresentador com Maria Cerqueira Gomes e Mafalda de Castro (TVI)
- 2022-2024 - Há Festa no Hospital, Co-apresentador (TVI)
- 2022 - Missão Continente - Presentes à Mesa, Apresentador com Iva Domingues, Alice Alves e Nuno Eiró (TVI)
- 2023 - Parabéns TVI 30°Aniversário, Co-apresentador (TVI)
- 2023/2024 - Arraial TVI, Co-apresentador (TVI)
- 2024 - Parabéns TVI 31°Aniversário, Co-apresentador (TVI)
- 2024 - Toda a Gente Me Diz Isso, Participação Especial (TVI)
- 2025 - Parabéns TVI 32°Aniversário, Co-apresentador (TVI)
- 2025 - Star Park, Concorrente (TVI)

### Cinema
| Ano  | Filme   | Personagem    | Notas                       | Referências |
| ---- | ------- | ------------- | --------------------------- | ----------- |
| 2018 | Leviano | Gonçalo Silva | Realização de Justin Amorim | [ 13 ]      |